# Sophie Mouquin
Sophie Mouquin, née le 30 août 1974, est une historienne de l’art, spécialiste des arts du décor et arts décoratifs des XVIIe et XVIIIe siècles.

## Carrière
Docteur en histoire de l'art (Paris-Sorbonne, 2003), maître de conférences à l'Université de Bordeaux (2004-2007), elle est, depuis 2008, maître de conférences en histoire de l'art moderne à l'Université de Lille et a été directrice des études de l’École du Louvre de 2011 à 2016.

## Domaines d'études
Sa thèse consacrée aux Marbriers des Bâtiments du Roi (1661-1745) : étude des principaux marbriers travaillant pour la couronne de France sous l'Ancien régime a reçu, en 2004, le Prix Nicole décerné par le Comité français d'histoire de l'art et la Société de l'histoire de l'Art français. La bourse Focillon lui est ensuite allouée pour une recherche sur De la curiosité à la science, des Wunderkammer aux collections géologiques : lithothèques françaises et anglaises aux XVIIe et XVIIIe siècles.
Ses travaux couvrent les champs des arts décoratifs des XVIIe et XVIIIe siècles (Pierre Migeon, Paris, 2001 ; Le style Louis XV, Paris, 2003, L'Ancienne France au quotidien, Vie et choses de la vie sous l'Ancien Régime, 2007, Les Arts décoratifs en Europe, de la Renaissance à l’Art déco, 2020 - traduit en chinois en 2023), du grand décor, et en particulier des décors de marbres des maisons royales sous le règne de Louis XIV (Versailles en ses marbres, 2018), de l'histoire du goût dans ses liens avec la minéralogie et l'histoire naturelle (Le luxe, le goût, la science, Neuber, orfèvre minéralogiste à la cour de Saxe, 2012), de l'histoire des collections et des collectionneurs, de l'histoire des techniques (Cuir de Russie, mémoire du tan), de la sculpture (Écrire la sculpture, Paris, 2012), et des liens entre art et théologie (Contempler l'Histoire sainte, avec Delphine Mouquin, 2024).

## Communauté de l'Emmanuel
En août 2025, en tant que doyenne du « Conseil International et du Conseil de la Fraternité de Jésus » — dont elle est membre depuis décembre 2017 — de la Communauté de l'Emmanuel, elle est désignée pour organiser l'élection d'un chargé de gouvernement intérimaire à la suite de la renonciation de Michel-Bernard de Vregille. Elle avait déjà animé une retraite au sein de la communauté pour le Triduum pascal de 2021. 

## Publications

### Ouvrages
- Contempler l’Histoire sainte, avec Delphine Mouquin, Paris, Magnificat, 2024, traduit en anglais (From Creation to the Resurrection. The Story of Our Salvation in Art)
- Sophie Mouquin (dir.) avec Agnès Bos et Salima Hellal, Les Arts décoratifs en Europe la Renaissance à l’Art déco, Citadelles & Mazenod, 2020  (ISBN 2850888400), traduit en chinois en 2023.
- Versailles en ses marbres, politique royale et marbriers du roi, Éditions Arthéna, 2018 (ISBN 978-2-903239-61-9).
- Cuir de Russie, mémoire du tan, Saint-Rémy-en-l’eau, éditions Monelle Hayot, 2017 (ISBN 9791096561018).
- Antoine Schnapper Curieux du Grand Siècle, Le géant, la Licorne et la Tulipe, Paris, Flammarion, 1994, rééd. 2012 (annotée et mise à jour : Sophie Mouquin, Mickaël Szanto et Patrick Michel)  (ISBN 9782081282636).
- Écrire la sculpture. De l'Antiquité à Louise Bourgeois, avec Claire Barbillon, Éditions Citadelles & Mazenod, 2011  (ISBN 978-2-850883-42-2).
- Le Dieu invisible s’est rendu visible, avec Bernard Peyrous, Ed. de l'Emmanuel, 2008
- Antoine Schnapper Curieux du Grand Siècle, Le géant, la Licorne et la Tulipe, Paris, Flammarion, 1994, rééd. 2005 (annotée et mise à jour : Sophie Mouquin et Michaël Szanto)  (ISBN 978-2080801548).
- Le style Louis XV, Paris, Éditions de l'Amateur , 2003  (ISBN 978-2859173906).
- Pierre IV Migeon, 1696-1758, au cœur d'une dynastie d'ébénistes parisiens, Paris, Éditions de l'Amateur , 2001  (ISBN 978-2859173340).

### Participation à des ouvrages collectifs
- « “Cet appartement est dédié à la magnificence, & fait une des sept merveilles de Versailles” Das Appartement des Bains Ludwigs XIV. in Versailles », dans Kristina Deutsch, Claudia Echinger-Maurach, Eva-Bettina Krems (dir.), (de) Höfische Bäder in der Frühen Neuzeit, Gestalt und Funktion, Berlin, De Gruyter, 2017 (ISBN 9783110501681), p. 146-169.
- « D’agate, de jaspe et de sardoine : pierres fines dans les collections minéralogiques françaises au XVIIIe siècle », dans Alexis Kugel (dir.), Le luxe, le goût, la science, Neuber orfèvre minéralogiste à la Cour de Saxe, Saint-Rémy-en-l’eau, éditions Éditions Monelle Hayot, 2012 (ISBN 978-2-903824-80-8). Traduction anglaise par (en) Paul Holberton, Gold, Jasper and Carnelian, Johann Christian Neuber at the Saxon Court.
- « Pour Dieu et pour le Roi : l’élaboration d’une symbolique du marbre sous l’Ancien Régime », dans Marbres jaspés de Saint-Rémy et de la région de Rochefort, Namur, Musée des Arts anciens du Namurois, 2012 (ISBN 978-2-87502-037-6), p. 205-231.
- « La marbrerie parisienne et ses liens avec le pays rançois », dans Jean-Louis Van Belle (dir.), Deux livres d’expéditions de marbres d’un marchand de Beaumont-Rance en Hainaut (1769-1784), Bruxelles, Palais des Académies, 2010 (ISBN 978-2870440049).
- L’Ancienne France au quotidien. Vie et choses de la vie sous l’Ancien Régime, sous la direction de Michel Figeac, Paris, Armand Colin, 2007  (ISBN 978-2200289560).
- L’Arsenal au fil des siècles. De l’hôtel du grand maître de l’artillerie à la bibliothèque de l’Arsenal sous la direction d'Olivier Bosc et de Sophie Guérinot, Paris, Le Passage-Éditions de la BnF, 2024.
- « D’albâtre, de cristal et de porcelaine : Anne Vallayer-Coster, peintre de vases », dans Jean-Patrice Marandel, Sophie Mouquin, Christophe Huchet de Quénetain, Anne Vallayer-Coster, protégée de Marie-Antoinette, Paris, Galerie Éric Coatalem, 2023, p. 65-87.

## Décorations
- Chevalière de l'ordre des Arts et des Lettres[7].
- Chevalière de l'ordre national du Mérite[8].

## Prix
- Prix Nicole du Comité français d'histoire de l'art et de la Société de l'histoire de l'art français, 2004, pour une thèse consacrée aux Marbriers des Bâtiments du Roi (1661-1745).
- Prix du Livre d'art, Syndicat national des Antiquaires, 2018 pour Versailles en ses marbres, politique royale et marbriers du roi, Arthena[9].
- Médaille Gobert de l’Académie des inscriptions et belles-lettres, 2019 pour Versailles en ses marbres, politique royale et marbriers du roi, Arthena[10].
- Prix Eugène-Carrière de l'Académie Française, 2019 pour Versailles en ses marbres, politique royale et marbriers du roi, Arthena[11].
- Prix Drouot des Amateurs du Livre d'Art 2025 pour Olivier Bosc (dir.), Sophie Guérinot (dir.), Gilles Pécout (avt-pr.), Marie-K. Aglan, Bruno Blasselle, Christophe Bottineau, Jérémy Chaponneau, Marianne Cojannot-Le Blanc, Étienne Faisant, Nadine Férey-Pfalzgraf, Alexandre Gady, Christophe Huchet de Quénetain, Marie-Élisabeth Jacquet, Marine Le Bail, Claire Lesage, Sophie Mouquin, Sophie Nauleau, Ève Netchine, Séverine Pascal, Fabienne Queyroux, Philippe Régnier et Rémi Verron, L’Arsenal au fil des siècles. De l’hôtel du grand maître de l’artillerie à la bibliothèque de l’Arsenal, Paris, Le Passage / Éditions de la BnF, 2024.